# Табачун Руслан Миколайович
Руслан Миколайович Табачун (нар. 13 вересня 1975, Охтирка) — український футболіст, що грав на позиції нападника. Відомий за виступами за низку українських клубів, у тому числі у складі сімферопольської «Таврії» у вищій українській лізі.

## Кар'єра футболіста
Руслан Табачун розпочав виступи на футбольних полях в аматорському клубі «Спартак» з його рідного міста Охтирка у 1992 році. З 1994 року футболіст грав за аматорські клуби «Нафтовик-2» з Охтирки та «Кристал» з Пархомівки. У професійному футболі Табачун дебютував у 1996 році виступами за клуб першої ліги ЦСКА-2 під час служби в армії. Після служби в армії футболіст спочатку грав за аматорський клуб «Аверс» з Бахмача, у середині 1997 року повернувся до пархомівського «Кристала». На початку 1998 року Руслан Табачун дебютував у складі команди другої ліги «Оскіл» з Куп'янська. З початку сезону 1998—1999 років Табачун став одним із кращих бомбардирів команди, а в наступному сезоні він став і одним із кращих бомбардирів другої ліги, відзначившись лише в 12 матчах 14 забитими м'ячами. Відразу ж після цього футболіст отримав запрошення до клубу вищої української ліги «Таврія» з Сімферополя. Проте в клубі вищого дивізіону Руслан Табачун не зумів довести свої бомбардирські здібності, так і не відзначившись забитими м'ячами в 12 матчах чемпіонату країни та у 2 матчах Кубку України. Після відносно невдалого висту у вищоліговій команді футболіст перейшов до клубу першої ліги «Зірка» з Кіровограда, проте у цій команді зіграв лише 3 матчі, не відзначившись при цьому забитими м'ячами.
На початку 2001 року Руслан Табачун стає гравцем команди другої ліги «Полісся» з Житомира. разом із командою футболіст стає переможцем групового турніру в другій лізі, та початок сезону 2001—2002 року провів з командою вже в першій лізі. На початку 2002 року Табачун перейшов до складу іншої команди першої ліги «Оболонь», а другу половину року провів у складі також першолігової команди «Красилів» з однойменного міста. Протягом 2003 року Руслан Табачун грав у складі першолігового охтирського «Нафтовика», кілька матчів зіграв також за його фарм-клуб «Електрон» з Ромнів. На початку 2004 року футболіст перейшов до складу луганської «Зорі», у складі якої виступав протягом півроку. Протягом сезону 2004—2005 року Табачун грав у складі харківського «Геліоса», кілька матчів провів також за аматорський клуб «Нафтовик-2» з Охтирки. У липні 2005 року Руслан Табачун став гравцем першолігового сумського «Спартака» За півроку футболіст перейшов до аматорського клубу «Локомотив» з Дворічної, який з початку сезону 2006—2007 розпочав виступи в другій лізі. Проте в професійному футболі клуб провів лише 4 матчі, після чого у зв'язку із відсутністю фінансування був розформований. Ці матчі стали останніми для Табачуна в професійному футболі. Надалі Руслан Табачун грав у футзальному клубі «ОНПР-Укрнафта» з Охтирки в розіграші Кубка України, та грав у аматорській команді «Нафтовик-2», у складі якої був чемпіоном Сумської області. Також Руслан Табачун є неодноразовим переможцем ветеранських змагань, які проводяться в Сумській та Харківській областях.